# 유프라테스강
유프라테스강(영어: Euphrates, 아랍어: الفرات 알푸라트[*])은 티그리스강과 함께 메소포타미아 지역을 흐르는 주요 강이다. 튀르키예 동부 고원에서 발원하여 시리아와 이라크를 가로질러 흐른다. 이라크 남부에서 동쪽의 티그리스강과 합류하여 샤트알아랍강을 이룬다. 티그리스강과 함께 메소포타미아 문명을 이룬 강이기도 하다.

## 지리
유프라테스강의 길이는 2,680 km로 나란하게 흐르는 1,890 km의 티그리스강과 함께 서아시아에서 가장 긴 강이다. 티그리스강은 튀르키예 동부 고원 80 km 동쪽에서 발원하여 이란의 자그로스산맥에서 흘러오는 많은 지류들을 흡수한다. 두 강이 계속해서 바다를 만나기 직전까지 평행하게 흐르면서 이라크의 오래된 이름인 메소포타미아(강 사이의 땅)의 어원이 되었다.
두 강은 튀르키예 동부의 고원에서 깊은 협곡을 따라 내려오면서 사막을 만나는데 이곳은 알자지라(섬, 반도라는 의미)로 알려진 곳이다. 물이 부족한 사막에서는 물이 가장 중요한 자원으로 물 분쟁이 자주 일어난다. 튀르키예가 유프라테스강에 아타튀르크 댐을 건설하였는데, 하류의 시리아와 이라크는 이를 물도둑이라고 비난하면서 강력히 항의하고 있다. 바그다드 근처에서 두 강은 80 km 정도로 가까워지다가 다시 멀어진다.
하류의 유로는 자주 바뀐다. 범람원은 수많은 구하도와 버려진 관개 수로로 얽혀있다. 강은 밀집된 갈대 숲의 습지를 지나 페르시아만으로 흘러간다.
수위는 9∼10월에 최저에 이르며, 봄에는 아나톨리아 산지의 눈이 녹아 홍수가 나고 5월에 최고수위에 이른다. 그러나 전체적인 수량은 티그리스강에 비하여 적다.

## 지도
| 모술바그다드테헤란유프라테스강티그리스강니푸르기르수라가시마라드우루크우바이드우르에리두키시수사안샨마리아카드이신라르사바빌론아수르니네베님루드두르샤루킨class=notpageimage\| 메소포타미아의 고대 도시들 : 수메르의 도시 : 엘람의 도시 : 아카드 제국의 도시 : 아모리인의 도시 : 바빌로니아의 도시 : 아시리아의 도시 : 현대의 이라크 · 이란의 도시 |

## 같이 보기
- 아르메니아고원
- 자그로스산맥